# Estructura urbana
L'estructura urbana és l'articulació de les diferents parts d'una ciutat, com aquestes es relacionen i han anat evolucionant al llarg de la història. Si bé no existeix un model únic de ciutat, que varia força en funció de la regió o període, s'han proposat diferents esquemes explicatius de com es crea l'estructura urbana.
En primer lloc està el planejament urbanístic que parteix de l'entramat de carrers, com el món clàssic, on una estructura determinada de vies creava focus de centralitat i els habitatges es distribuïen segons aquest patró. Però a mesura que les ciutats creixien, les diferents classes socials s'assentaven en llocs fora del centre històric. Segons el model de zones concèntriques, aquest centre esdevé el pol del comerç i la indústria i als afores es creen suburbis residencials, de més renda. El model sectorial afirma que les classes benestant trien una zona, que es converteix en residencial i comercial, mentre que els sectors industrials, no necessàriament a un lloc fix de l'urbs, es degraden. Les ciutats més grans acaben tenint diversos nuclis, cadascun amb zones diferenciades per renda i funció, que s'articulen a través del transport públic i carrers de circulació ràpida.
Els elements que s'han de tenir en compte per descriure l'estructura d'una ciutat són:
- sectors productius
- nivell de renda mitjà de cada barri o àrea
- zones verdes
- presència d'infraestructures i equipaments socials o culturals
- transport i vies